# Földvári József (lelkész)
Földvári József, Földváry (Monor, 1766. február 17. – Debrecen, 1830. május 19.) református lelkész.

## Élete
Földváry István lelkész és Mocsi Mária fia volt. 1782. április 25. a debreceni református kollégiumban a felső osztályba lépett, 1793. március 17-étől szeptember 21-éig főiskolai senior volt; 1795. október 6. Debrecenben megválasztották papnak, mire külföldi egyetemre Erlangenbe s Göttingenbe ment, honnét 1796. január 6. haza érkezett és az egyházmegye előtt vizsgát tett, január 11. pedig elfoglalta papi hivatalát. 1800. október 7. egyházmegyei tanácsbíró lett. 1803-ban a debreceni egyházmegye esperese lett és márciustól 1805. januárig a debreceni református főiskolában ideiglenes tanár volt és a Bibliát magyarázta, e mellett papi hivatalát is folytatta. 1809. március 21. egyházmegyei jegyzőnek választatott. 1813. augusztus 17. esperes lett; ezen hivatalát 1826. április 24. tette le.

## Munkái
- Halotti prédikáció, melyet mélt. kisrhédei Rhédei Lajos úr kedves élete párjának, néh. mélt. Kohándy Kacsándy Theresia asszony érdemlett utolsó tisztességének megadására készített, és elmondott ápr. 15. 1804. Nagy-Várad, 1804.
- Rövid tanítás, melyel felséges királyunknak II. Ferencznek római választott és ausztriai örökös császárnak ezen örökös császári méltóságáért a helvecziai vallástételt tartó debreczeni szent gyülekezetet Isten eránt való buzgó háládatosságra serkentette szept. 20. 1804. Debreczen, 1804.
- Rövid tanítás, melyel fels. királyné asszonyunknak Mária Ludovika ő felségének dicsőségesen lett megkoronáztatásáért a helv. vallástételt tartó debreczeni szent gyülekezetet Isten eránt való buzgó háladatosságra serkentette okt. 9. 1808. Debreczen, 1808.
- Hazafiui elmélkedés, melyet ő császári kir. felségének Második Ferencznek a mi felséges királyunknak buzgó háladatossággal, és mélységes alázatossággal való tiszteletére midőn a helv. vallástételt tartó debreczeni sz. gyülekezet az ő felsége születésének örvendetes napját inneplené készitett és elmondott febr. 12. 1814. Debreczen, 1814.
- Halotti tanitás, melyet néh. boldog emlékezetű Madas Mária asszonynak, Berke Péter úr felejthetetlen házas társának utolsó tisztességére készitett. Debreczen, 1826.
- Halotti prédikácziók. Debreczen, 1832. (Olcsóbb kiadás. Debreczen, 1847.)
- Közönséges prédikácziók. Debreczen, 1832–34. Két kötet.

A „Szent isten noha néked...” kezdetű egyházi himnuszt ő irta; ezt lefordította németre Schilling András és szlovákra egy korogyi takács.